# Tambana glauca
Tambana glauca är en fjärilsart som beskrevs av George Francis Hampson 1897. Tambana glauca ingår i släktet Tambana och familjen Pantheidae. Inga underarter finns listade i Catalogue of Life.